# Arenas de Chara

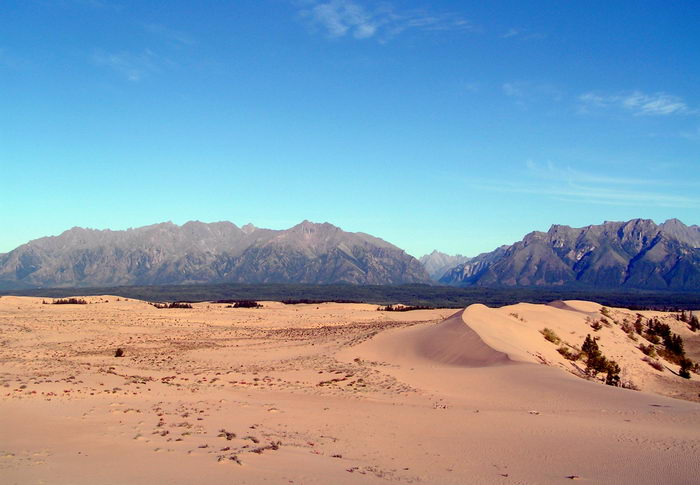
Las Arenas de Chara, un «desierto» en el sur de Siberia, tal como se ve desde Novaya Chara. En el fondo se ven las montañas kodar.

Las Arenas de Chara es un área de arena que se encuentra a 6 km de Chara, la localidad capital del distrito Kalarsky (región Transbaikalia), en el sur de Siberia, cerca de las cordilleras Kodar y Udokan.
Tiene forma oblonga, y mide 10 km (de suroeste a noreste) por 4 km (de sureste a noroeste).